# Rilhac-Treignac
Rilhac-Treignac (Rilhac de Trainhac auf Okzitanisch) ist eine französische Gemeinde mit 116 Einwohnern (Stand 1. Januar 2022) im Département Corrèze in der Region Nouvelle-Aquitaine. Die Einwohner nennen sich Rilhacois(es).

## Geografie
Die Gemeinde liegt im Zentralmassiv auf dem Plateau de Millevaches und somit auch im Regionalen Naturpark Millevaches en Limousin.
Tulle, die Präfektur des Départements, liegt ungefähr 35 Kilometer leicht südwestlich, Brive-la-Gaillarde in etwa 50 Kilometer leicht südwestlich und Treignac rund 10 Kilometer östlich.
Der Ort liegt ungefähr 20 Kilometer östlich der Abfahrt 43 der Autoroute A20.
Nachbargemeinden von Rilhac-Treignac  sind Soudaine-Lavinadière im Nordosten und Osten, Peyrissac im Süden sowie Meilhards im Westen und Nordwesten.

## Wappen
Beschreibung: Gespalten in Blau und Gold, vorn drei goldene Schrägbalken, hinten drei (2:1) grüne Muscheln.

## Einwohnerentwicklung
| Jahr      | 1962 | 1968 | 1975 | 1982 | 1990 | 1999 | 2007 | 2016 |
| Einwohner | 170  | 216  | 162  | 148  | 131  | 121  | 114  | 110  |